# Татой
Татой (греч. Τατόι) — бывший загородный дворец греческих королей и место погребения членов королевской семьи. Находится на лесистом склоне горы Парнис в Аттике, в 27 км от центра Афин (15 км от границы города).

## История

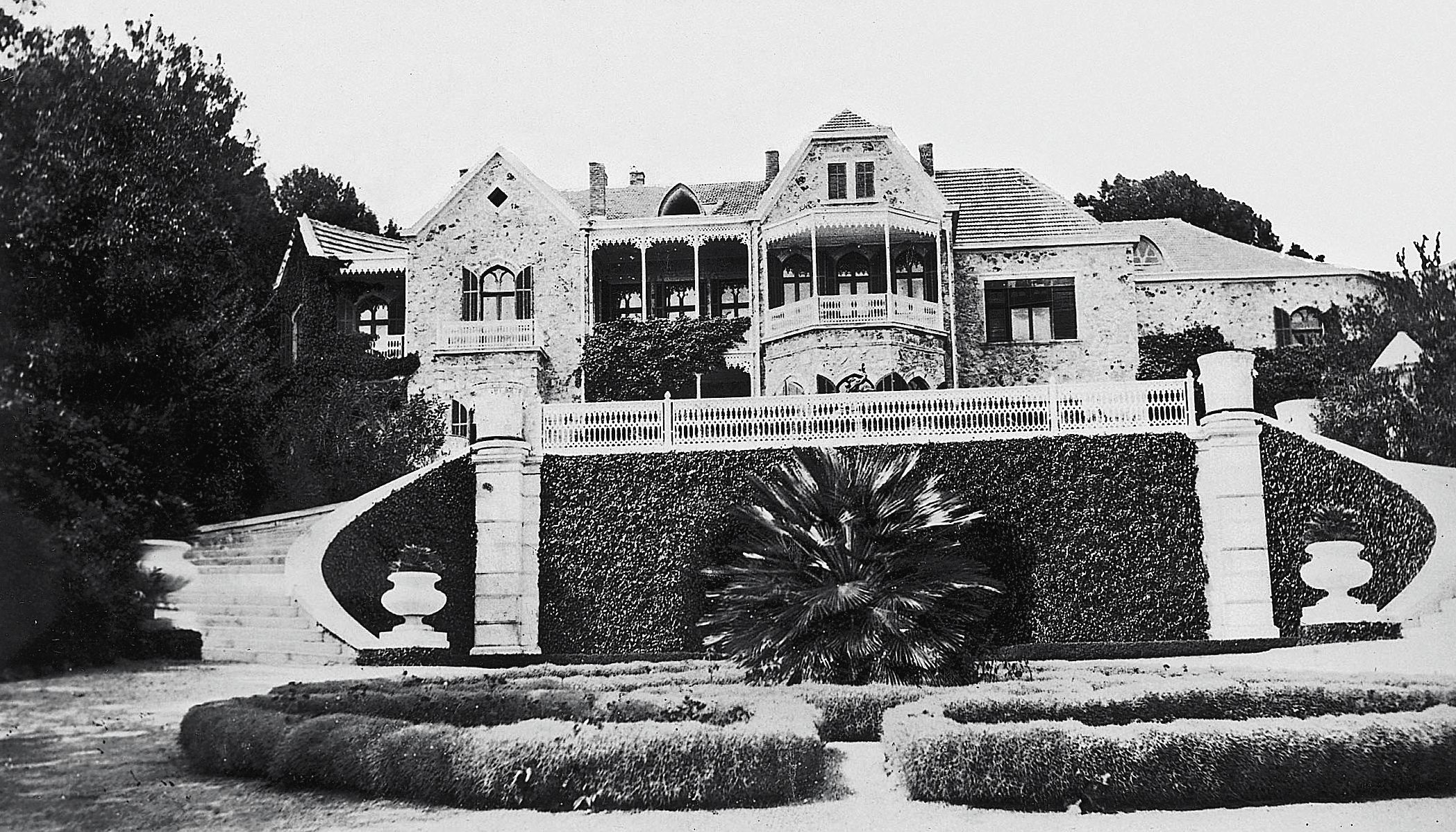
Татой в 1900 году

В 1832 году усадьба была приобретена Александром Кантакузеном, а после его кончины, в 1841 году перешла в качестве наследства его дочери Элпиде (Надежде), бывшей в браке за Скарлатосом Суцосом.
В 1872 году поместье было продано королю Георгу I по указанию которого архитектором Саввой Букисом (Σάββας Εμμανουήλ Μπούκης, 1820—1910) началось возведение дворцовых построек в подражание комплексу Петергофа (супруга Георга, Ольга Константиновна, была племянницей российского императора Александра II). В комплексе резиденции были две церкви (Пророка Илии, 1873, и Воскресения Христова, 1899), здания придворных служб, телеграф, винный и молочный заводы, три конюшни. В парке находится статуя «Царский сокольничий» работы Евгения Лансере.
В 1916 году, через три года после гибели основателя Татоя короля Георга I, пожаром было уничтожено значительное количество построек, в дальнейшем эпоха политической нестабильности не способствовала восстановлению дворца. В 1930-е годы была проведена реконструкция комплекса (архитекторы Анастасиос Метаксас и Константинос Сакеллариос).
В Татое родился король Георг II и умерли два короля: Александр I (погиб от укуса комнатной обезьяны и заражения крови) и Павел I. Во дворце бывали с визитами Николай II, императрица Австрии Елизавета, Эдуард VII, Елизавета II, Жаклин Кеннеди. В Татое проводился ряд важных правительственных совещаний во время обеих мировых войн. Здесь были приведены к присяге правительства Элефтериоса Венизелоса, Димитриоса Раллиса и Георгиоса Папандреу-старшего.

## Современность
После переворота чёрных полковников и изгнания королевской семьи в 1960-е годы Татой пришёл в запустение и стал разрушаться. Бывший король Константин II судился с греческим правительством в Суде Европейских сообществ, пытаясь вернуть конфискованный после отмены монархии дворец, однако получил лишь небольшую компенсацию.
В 2007 году греческое правительство объявило о планах создать в заброшенном дворце музей.